# ديريك هاربر
ديريك هاربر (بالإنجليزية: Derek Harper)‏ مواليد 13 أكتوبر 1961 في إلبيرتون، هو لاعب كرة سلة أمريكي سابق بدأ مسيرته الاحترافية في سنة 1983 وحمل الرقم 5 و11 و12. يبلغ طوله 6 قدم 4 بوصة (1.9 م). اعتزل اللعب في 1999.

## فرق لعب لها
- دالاس مافيريكس
- نيويورك نيكس
- أورلاندو ماجيك
- لوس أنجلوس ليكرز

## روابط خارجية
- ديريك هاربر على موقع إن بي أي (الإنجليزية)
- ديريك هاربر على موقع سبورتس رفرنس (الإنجليزية)
- ديريك هاربر على موقع كلية كرة السلة في سبورتس رفرنس.كوم (الإنجليزية)
- ديريك هاربر على موقع ريلجم (الإنجليزية)
- ديريك هاربر على موقع بروبوليرز (الإنجليزية)